# Aktinijev(III) oksid
Aktinijev(III) oksid je anorganski kemijski spoj aktinija koji spada u skupinu oksida.

## Proizvodnja
Dobiva ga se reakcijom otopinom dušične kiseline i aktinijeva(III) oksalata u atmosferi kisika pri 1100 °C.
{\displaystyle \mathrm {Ac_{2}(C_{2}O_{4})_{3}\longrightarrow Ac_{2}O_{3}+3\ CO_{2}+3\ CO} }

## Osobine
Aktinijev (III) oksid je bijela krutina.
Šesterokutne je kristalne rešetke vrste lantanova oksida. (a = 40,7 pm, c = 62,9 pm).).

## Sigurnost
Ovaj je kemijski spoj radioaktivan. 